# Tyrkisk hassel
Tyrkisk hassel (Corylus colurna) er et stort, løvfældende træ med en kegleformet krone. Nødderne er spiselige og smager tilmed meget godt. 

## Beskrivelse
Grenene er vandrette og krogede. Barken er først grågrøn og dækket af kirtelhår. Senere bliver den grå med fine furer, og til sidst er den korkagtig med afskallende flager. Knopperne er spredte, spidse, rødbrune, skæve og svagt hårede. Bladene er rundagtige til omvendt ægformede med grove tænder, næsten lapper. Randen er dobbelt savtakket. Oversiden er gråligt mørkegrøn, mens undersiden er lysere med hår langs ribberne. Bladstilken er kirtelhåret. Høstfarven er gul. 
Blomstringen sker omtrent samtidigt med Skov-Hassel, og blomsterne ligner dennes. Frugterne er samlet i knudeagtige stande. Den enkelte nød er næsten fuldstændigt omsluttet af en kødet, lysegrøn has med spredte børster. Frøene modner som regel godt og spirer villigt her i landet.
Rodnettet består af nogle få, dybtgående hovedrødder og talrige overfladiske finrødder. Af og til sælges dog træer, som er podet på grundstamme af Almindelig Hassel, og de har altså dens rodnet. 
Højde x bredde og årlig tilvækst: 20 x 5 m (20 x 10 cm/år). Målene kan anvendes ved udplantning.

## Hjemsted
Tyrkisk hassel gror i blandede løvskove med Bøg, Humlebøg, Kirsebær-Kornel, Manna-Ask, Sølv-Lind, Tarmvrid-Røn, Ungarsk Eg, Vinter-Eg og Ægte Kastanje fra det sydøstlige Balkan over Lilleasien, Kaukasus og de iranske bjerge til Vest-Himalaya.
| Portal | Portal:Botanik |